# Родня (Одни из нас)
«Родня» (англ. Kin) — шестой эпизод американского постапокалиптического телесериала «Одни из нас». Сценарий эпизода написал Крейг Мейзин, а его режиссёром стала Ясмила Жбанич. Премьера эпизода состоялась 19 февраля 2023 года на канале HBO. В этом эпизоде Джоэл (Педро Паскаль) и Элли (Белла Рамзи) отправляются в Джексон, Вайоминг, где они находят брата Джоэла, Томми (Гэбриел Луна), и его жену Марию (Рутина Уэсли).
Эпизод снимали в ноябре и декабре 2021 года. Жбанич была заинтересована в этой истории, поскольку она чувствовала, что функционирующее общество в Джексоне отражало её опыт взросления в Сараево. Для воссоздания Джексона был использован город Канмор, Альберта; местные предприятия были преобразованы, а в городе были построены здания, в том числе бревенчатая стена высотой 30 футов на главной улице. Эпизод получил положительные отзывы, причём похвалы удостоились сценарий, режиссура, операторская работа и выступления Паскаля и Рамзи.

## Сюжет
Через три месяца после того, как Генри (Ламар Джонсон) покончил с собой, Джоэл (Педро Паскаль) и Элли (Белла Рамзи) добираются до Вайоминга. Марлон (Грэм Грин) и его жена Флоренс (Элейн Майлз) сообщают им об их местонахождении, а также предупреждают их о том, чтобы они избегали опасностей по пути на запад. Узнав, что его брат Томми может быть мёртвым, Джоэл впадает в панику.
Путешествуя дальше на запад, Джоэл и Элли попадают в засаду, устроенную группой во главе с Марией (Рутина Уэсли), которая доставляет их в безопасное место в Джексоне (Вайоминг). Джоэл воссоединяется с Томми (Гэбриел Луна). Ему и Элли предоставляют еду, чистую одежду и дом. Мария подстригает волосы Элли и предупреждает её быть осторожней и не доверять другим, ссылаясь на опасное прошлое Джоэла; Элли возражает, ссылаясь на прошлое Томми. Элли узнаёт о дочери Джоэла, Саре (Нико Паркер), которая умерла двадцать лет назад. Во время очередного приступа паники Джоэл видит девушку, напоминающую ему Сару.
Джоэл рассказывает Томми об иммунитете Элли и своём собственном ухудшающемся психическом состоянии, ссылаясь на сны, которые он не может вспомнить, но помнит чувство утраты. Джоэл просит Томми отвести Элли к Цикадам, так как он боится, что не сможет обеспечить ей безопасность. Элли подслушивает их. Позже она признаёт опасения Джоэла по поводу смерти его дочери и признаёт, что его отсутствие напугает её ещё больше. Джоэл говорит, что она не его дочь, и он не является её отцом, и заявляет, что их пути разойдутся. Он удаляется в свою спальню и думает о Саре.
Утром Джоэл меняет своё решение, и они с Элли покидают Джексон верхом на лошади. Через пять дней они прибывают в Университет Восточного Колорадо, где обнаруживают, что Цикады покинули помещение; карта указывает на больницу Святой Марии в Солт-Лейк-Сити (Юта). Джоэл и Элли пытаются сбежать, увидев группу мародёров. Один из мужчин нападает на Джоэла; Джоэл убивает его, но получает ножевое ранение. Джоэл и Элли убегают от преследующих их мужчин. После этого Джоэл падает с лошади, и Элли молит его, чтобы он выжил, заявляя, что она не сможет продолжать без него.

## Производство

### Разработка и сценарий
Сценарий эпизода был написан соавтором сериала «Одни из нас» Крейгом Мейзином, а режиссёром стала Ясмила Жбанич; это был первый опыт Жбанич в режиссуре на телевидении. В апреле 2021 года стало известно, что Жбанич станет режиссёром одного из эпизодов. Жбанич предложили снять два предыдущих эпизодов, «Пожалуйста, держи меня за руку» и «Терпеть и выжить», действие которых происходит в раздираемом войной Канзас-Сити, Миссури, поскольку она пережила осаду Сараева, но её больше заинтересовала «Родня», поскольку эпизод демонстрировал функционирующее общество:19:05; она чувствовала, что выжила в Сараево благодаря солидарности, которую она хотела отразить в Джексоне. Жбанич попыталась пройти игру, но вместо этого посмотрела видео на YouTube, в частности те сцены, показанные в «Родне». Игроки, прошедшие игру, сказали ей, что хотят «эмоций и атмосферы» в шоу, которые она стремилась включить.
Мейзин и его соавтор Нил Дракманн, который является автором и режиссёром видеоигры, на которой основан сериал, хотели, чтобы начало эпизода привнесло лёгкости после травмирующего финала предыдущего эпизода, а также продемонстрировало развитие отношений Джоэла и Элли:5:25. Упоминание Джоэлом чувства того, что как будто он что-то потерял во сне, было идеей Паскаля:33:29. Мейзин хотел, чтобы спор между Джоэлом и Элли был почти идентичен спору из игры, включая хореографию и сценографию, из-за его эффективности и влияния, которое он оказал на него:36:56; он считал эту сцену самой известной в игре:3:53. В игре Джоэл получил ранение после того, как он упал с балкона второго этажа и его пронзило арматурой; в сериале это было изменено, поскольку сериал был более приземлённым в его действиях и последствиях:47:36.
Сцены с Томми и Марией в первой игре происходили на дамбе близ Джексона, поскольку команде не хватало времени и бюджета, чтобы добавить город; Мейзин и Дракманн посчитали, что перенос сцен внутрь города сделал их более интересными для шоу:15:18. Интерес Элли к космосу проявился The Last of Us Part II (2020); Мейзин чувствовал, что телесериал представил возможность пораньше ссылаться на элементы из продолжения:9:24. Интерес Джоэла к жизни на овечьем ранчо также был отсылкой ко второй части:11:18. Девушка, пристально смотрящая на Элли, является отсылкой к Дине из второй части:17:37.
Песня из саундтрека игры, «All Gone» от Густаво Сантаолалья, используется в эпизоде, чтобы напомнить зрителям о смерти Сары:25:25. В титрах звучит песня «Never Let Me Down Again» в исполнении дочери Мейзина, Джессики; оригинальная версия в исполнении Depeche Mode была использована в первом эпизоде. Мейзин хотел, чтобы в песне звучал женский голос, вторящий Элли. Он оценил этот момент, поскольку в нем участвовали Джессика, его настоящая дочь, и Рамзи, которую он считал приёмной дочерью:48:54. Мейзин добавил в эпизод фильм «До свидания, дорогая» (1977), который он смотрел в детстве, поскольку в нём рассказывалась история ребёнка, обретающего фигуру отца. Он чувствовал, что включение искусства демонстрирует функциональность города:31:16.

### Подбор актёров и персонажи
Жбанич объявила о кастинге Грэма Грина, Элейн Майлз и Рутина Уэсли 9 декабря 2021 года. В августе 2022 года было подтверждено, что Грин и Майлз исполнят роли оригинальных персонажей Марлона и Флоренс. Мейзин чувствовал, что, как и другие пары в шоу, они частично перекликаются с отношениями между Джоэлом и Элли:4:11. 9 января 2023 года было объявлено, что Уэсли досталась роль Марии. Она исследовала игру, чтобы «уловить суть» Марии, но не хотела полностью повторять её; она сочла «ужасающим» играть роль устоявшегося уже персонажа, но она хотела вложить в неё свою «энергию». Она оценила спокойствие Марии как лидера и заметила, что она была человеком, который улыбается только глазами; она считала, что Мария естественным образом заняла руководящую роль благодаря своей работе помощником окружного прокурора. Уэсли чувствовала, что Мария, сама того не осознавая, по-матерински привязалась к Элли, отчасти из-за своей беременности. Луна чувствовал, что Томми тянет к Марии из-за «её милосердия и её силы». Он думал, что Томми чувствовал себя виноватым за то, что смирился со смертью Сары, в то время как Джоэл этого не сделал.

### Съёмки
Кристина А. Майер выступила в качестве оператора в этом эпизоде. С 1 по 16 ноября 2021 года проходила подготовка в Канморе, Альберта, который использовали в качестве Джексона, Вайоминг, после чего проходило производство с 15 по 20 ноября с присутствием Паскаля, Рамзи и Луны на съёмочной площадке; в съёмках было задействовано около 300 статистов, а также лошади. Большинство предприятий города подписали соглашения с производственной компанией сериала, согласно которым они получали от 1000 до 1500 канадских долларов за день съёмок.
Художник-постановщик Джон Пейно хотел, чтобы Джексон показал «естественную красоту» Среднего Запада, контрастирующую с «бетоном» предыдущих локаций. Его команда построила теплицы и конюшни на пустующих парковочных площадках и дополнила существующие здания в Канморе деталями. Бревенчатая стена высотой 30 футов и длиной 60 футов в обе стороны от ворот была построена на главной улице города; её нужно было открывать, чтобы пропускать транспорт.
В конце ноября съёмки проходили в Университете Маунт-Ройал и Технологическом институте Южной Альберты (SAIT), которые, как ожидается, воссоздадут вымышленный Университет Восточного Колорадо из игры. На территории SAIT был убран снег, а на обеих локациях была добавлена листва, чтобы создать осеннюю обстановку. Производство работы Жбанич над сериалом завершилось 9 декабря 2021 года.

## Восприятие

### Показ и рейтинги
Премьера эпизода состоялась на канале HBO 19 февраля 2023 года. На телевидении эпизод посмотрело 841 000 зрителей. Зрители заметили два кадра, где мельком были видны участники съёмочной группы; несколько дней спустя они были удалены из эпизода.

### Реакция критиков
На сайте Rotten Tomatoes «Родня» имеет рейтинг 100% на основании девяти отзывов со средней оценкой 8,9/10. Стив Грин из IndieWire посчитал, что презентация города Джексона оказалась удачной в особенности благодаря режиссуре Жбанич; Дэвид Коут из The A.V. Club похвалил её за то, как она управляла различными тонами эпизода, и написал, что «Родня» был «вероятно, самым визуально великолепным эпизодом на данный момент». Саймон Карди из IGN положительно сравнил операторскую работу с классическими вестернами, такими как «Искатели» (1956) и «Настоящее мужество» (1969).
Бернард Бу из Den of Geek написал, что в эпизоде были показаны «возможно, лучшие выступления в карьере [Паскаля и Рамзи]». Аарон Бейн из Push Square высказал мнение, что Паскаль уравновесил «стоическую мужественность с нежной уязвимостью», а Коут из The A.V. Club похвалил его монолог, который он говорит Томми. Жермен Люссье из io9 посчитал, что игра Рамзи блистала в сцене спора между Элли и Джоэлом, а Карди из IGN похвалил способность Рамзи переключаться между эмоциями и комедией. Критикам понравилась химия между Паскалем и Луной, а Бейн из Push Square назвал выступление Луны «замечательным противопоставлением Джоэлу», сославшись на семейную связь и скрытую напряжённость. Джин Парк из The Washington Post похвалил Уэсли, Грина и Майлз; Пит Волк из Polygon счёл последних двух самыми выдающимися в эпизоде и хотел ещё.
Критики высоко оценили сценарий Мейзина. Люссье из io9 обнаружил, что его сосредоточенность на выживании воплотила в себе лучшие качества сериала. Брэдли Рассел из «Total Film» похвалил использование юмора в сценарии и взаимодействие между Джоэлом и Томми, и, хотя он был разрешён слишком аккуратно, он назвал спор между Джоэлом и Элли одним из лучших моментов сериала на сегодняшний день. Коут из The A.V. Club также высоко оценил юмор Мейзина, его эмоции и экономичное использование диалогов. Алекс Кранц из The Verge оценил улучшенный темп повествования, отказавшись от боевых сцен из игры. Даррен Муни из «The Escapist» и Дейз Джонстон из Inverse приветствовали признание коммунизма в Джексоне как освежающее ниспровержение постапокалиптических историй. Несколько критиков восхитились включением менструальной чаши, отметив, что женская гигиена часто не признаётся в этом жанре. Карди из IGN и Бейн из Push Square сочли концовку немного поспешной, несмотря на высокое качество в других местах.